# 6-та флотилія підводних човнів Крігсмаріне
6-та флотилія підводних човнів Крігсмаріне — підрозділ військово-морського флоту Третього Рейху.

## Історія
6-та флотилія була створена 1 жовтня 1938 року під командуванням корветтен-капітана Вернера Хартмана. Назву «Гундіус» отримала на честь капітан-лейтенанта Пауля Гундіуса, який був командиром підводних човнів UB-16, UC-47 та UB-103 під час Першої світової війни. За 20 походів він потопив 67 суден загальною водотоннажністю 95 280 т. У грудні 1939 року флотилія була розформована.
У липні 1941 року 6-та флотилія була заново сформована у Данцигу. У лютому 1942 року флотилія була перебазована у Сен-Назер. Оскільки флотилія призначалась переважно для дії в Атлантиці, комплектувалась переважно човнами VII типу. Після вторгнення союзників у Нормандію, підводні човни що залишились, були передислоковані у Норвегію, а сама 6-та флотилія розформована.

## Склад
У різні роки через 6-ту флотилію пройшов 91 підводний човен, у тому числі: U-37, U-38, U-39, U-40, U-41, U-42, U-43, U-44, U-87, U-136, U-209, U-223, U-226, U-228, U-229, U-251, U-252, U-253, U-260, U-261, U-264, U-269, U-270, U-277, U-290, U-308, U-312, U-335, U-337, U-340, U-356, U-357, U-376, U-377, U-380, U-385, U-386, U-404, U-405, U-411, U-414, U-417, U-436, U-437, U-445, U-456, U-457, U-465, U-477, U-585, U-586, U-587, U-588, U-589, U-590, U-591, U-592, U-598, U-608, U-609, U-610, U-614, U-616, U-623, U-626, U-627, U-640, U-642, U-648, U-655, U-658, U-666, U-668, U-672, U-673, U-675, U-680, U-703, U-705, U-742, U-756, U-757, U-758, U-766, U-964, U-967, U-972, U-981, U-982, U-986 та U-999
| Тип      | Кількість |
| -------- | --------- |
| IX-A     | 8         |
| VII-B    | 1         |
| VII-C    | 81        |
| VII-C/41 | 1         |

## Командири
| Час                          | Командувач флотилією                    |
| ---------------------------- | --------------------------------------- |
| жовтень 1938 — грудень 1939  | Корветтен-капітан Вернер Гартманн       |
| серпень 1941 — січень 1942   | Корветтен-капітан Георг-Вільгельм Шульц |
| листопад 1943 — серпень 1944 | Корветтен-капітан Карл Еммерманн        |